# 세브린느
《세브린느》(프랑스어: Belle de Jour)는 1967년 개봉한 프랑스의 드라마 영화이다. 루이스 부뉴엘이 감독을 맡았으며, 장클로드 카리에르와 각본 역시 함께 맡았다. 조세프 케셀의 동명 소설이 영화의 원작이다. 1967 베네치아 영화제 황금사자상 수상작이다.

## 줄거리
젊고 아름다운 주부 세브린 세리지(Séverine Serizy)는 남편인 피에르 세리지(Dr. Pierre Serizy) 박사와 서로 사랑함에도 불구하고 육체적인 친밀함을 나누지 못한다. 그녀의 성생활은 지배, 가피학증, 속박이 포함된 정교한 환상에 국한된다. 남편에 대한 아내의 냉담함에 좌절하면서도, 그는 아내의 뜻을 존중한다.
스키 리조트를 방문하던 중, 그들은 두 친구 앙리 위송(Henri Husson)과 르네(Renée)를 만난다. 세브린은 위송의 태도와 그녀를 바라보는 방식이 마음에 들지 않는다. 파리로 돌아온 세브린은 르네를 만나 공통된 친구 앙리에트(Henriette)가 이제 매춘소에서 일한다는 것을 알게 된다. 집에 도착한 세브린은 위송에게서 장미를 받고 그 행동에 불안해한다. 테니스 코트에서 그녀는 위송을 만나 앙리에트와 유흥업소에 대해 이야기한다. 위송은 세브린에게 11 Cité Jean de Saumur에 있는 고급 매춘소를 언급한다. 그는 또한 그녀에 대한 욕망을 고백하지만, 세브린은 그의 접근을 거부한다.
부적절하게 자신을 만지는 듯한 남자가 등장하는 어린 시절의 기억에 사로잡힌 세브린은 고급 매춘소로 간다. 이곳은 마담 아나이스(Madame Anaïs)가 운영하며, 그녀는 세브린에게 "벨 드 주르"(Belle de Jour)라는 이름을 붙여준다. 그날 오후 세브린은 첫 고객을 상대한다. 처음에는 꺼렸지만, 마담 아나이스의 "단호한 손길"에 반응하여 낯선 남자와 섹스를 한다. 일주일 동안 멀리 떨어져 지내다가, 세브린은 매춘소로 돌아와 매일 오후 2시부터 5시까지 일하고, 저녁에는 아무것도 모르는 남편에게 돌아간다. 어느 날, 위송이 그녀를 방문하러 집에 오지만, 세브린은 그를 만나기를 거부한다. 그럼에도 불구하고, 그녀는 남편 앞에서 그와 섹스하는 환상을 품는다. 동시에, 세브린과 남편의 육체적 관계는 개선되고 그녀는 그와 섹스를 시작한다.
세브린은 마르셀이라는 젊은 범죄자와 엮이게 되고, 마르셀은 그녀의 환상 속에서나 있을 법한 스릴과 흥분을 선사한다. 어느 날, 위송은 사창가를 방문하여 세브린을 발견하고, 세브린은 남편에게 자신의 비밀 생활을 말하지 말아 달라고 부탁한다. 그는 동의하며 더 이상 그녀에게 매력을 느끼지 않는다며 그녀의 서비스를 거절한다. 세브린은 마르셀이 점점 더 질투심이 많아지고 요구가 많아졌기 때문이라고 생각하는 마담 아나이스의 축복을 받으며 사창가를 떠나기로 결정한다. 마르셀의 부하 중 한 명이 세브린을 집까지 따라간 후, 마르셀은 그녀를 찾아가 남편에게 그녀의 비밀을 폭로하겠다고 위협한다. 세브린은 그에게 떠나달라고 애원하고, 그는 그녀의 남편을 "장애물"이라고 부르며 떠난다.
마르셀은 피에르가 집에 돌아오기를 아래층에서 기다렸다가 그를 세 번 쏜다. 마르셀은 도주하지만 경찰에게 총살당한다. 세브린의 남편은 살아남지만 혼수 상태에 빠진다. 경찰은 살인 미수 동기를 찾지 못한다. 얼마 후 세브린은 집에서 이제 마비되고 눈이 멀었으며 휠체어에 앉아 있는 피에르를 돌보고 있다. 위송은 피에르를 방문하여 아내의 비밀 생활에 대한 진실을 말해주고, 세브린은 그를 막으려 하지 않는다. 위송이 떠난 후, 세브린은 피에르가 울고 있는 것을 보러 돌아온다. 또 다른 환상으로 암시되는 모호한 결말에서, 피에르는 휠체어에서 일어나 직접 술을 따르고 세브린과 휴가 계획에 대해 논의한다.

## 출연

### 주연
- 까뜨린느 드뇌브
- 장 소렐
- 미첼 피콜리

### 조연
- 제네비에브 페이지
- 삐에르 클레멘티
- 프랑수아 파비안
- 마차 메릴

## 기타
- 원작자: 조셉 케슬
- 의상: 이브 생 로랑

## 같이 보기
- 초현실주의